# Hleb Harbus
Hleb Harbuz (biał. Глеб Гарбуз, ros. Глеб Гарбуз, Gleb Garbuz; ur. 17 marca 1994 w Mińsku) – białoruski piłkarz ręczny grający na pozycji lewoskrzydłowego w szwajcarskim klubie St. Otmar St. Gallen i reprezentacji Białorusi.

## Kariera klubowa
Harbus rozpoczął karierę seniorską w 2011 od występów w Dynamie Mińsk, z którą zdobył mistrzostwo Białorusi w 2012 i 2013 oraz Puchar Białorusi w 2013.
Po wycofaniu się Dynamy, mierzący 191 cm szczypiornista, przeniósł się latem 2014 do rosyjskiej Newy Petersburg. Po jednym sezonie przeniósł się do austriackiego Handballu Tyrol.
Po wygaśnięciu dwuletniego kontraktu grał dla ukraińskiego klubu Motor Zaporożee do grudnia 2017. Następnie wrócił na Białoruś do SKA Mińsk.
W styczniu 2019 podpisał kontrakt ze szwajcarską drużyną HC Kriens-Luzern. Ze 163 bramkami Harbus był najlepszym strzelcem Nationalligi A sezonu 2019/2020, która została odwołana z powodu pandemii COVID-19. Podczas rozdania nagród Swiss Handball Awards 2020 został uznany za najlepszego zawodnika sezonu.
Harbus związał się kontraktem ze szwajcarskim klubem GC Amicitia Zürich na jeden sezon. W roku 2023 ponownie powrócił na Białoruś, tym razem do klubu Mieszków Brześć.
Od 2024 reprezentuje St. Otmar St. Gallen.

## Kariera reprezentacyjna
Harbus zajął z reprezentacją Białorusi dziesiąte miejsce na mistrzostwach Europy 2018. W czterech meczach trafił cztery z dziewięciu rzutów z siedmiu metrów, w mniej niż dwie minuty. Rozegrał w sumie sześć meczów międzynarodowych, w których zdobył siedem bramek.